# The Holy Bible
Az 1994-es The Holy Bible a Manic Street Preachers harmadik nagylemeze. Ez az utolsó, amely Richey Edwards szövegíró-gitáros eltűnése előtt jelent meg.
Edwards a lemez írása és felvétele alatt depresszióval, alkoholizmussal, önkínzással és anorexiával küzdött, a dalok szövege sokak szerint mentális állapotának leírása. A dalszövegek elsősorban a politikával és az ember szenvedéseivel foglalkoznak.
Az album nagy kritikai sikert ért el, az Egyesült Királyság minden idők legjobb albumai listáinak gyakori tagja. Szerepel az 1001 lemez, amit hallanod kell, mielőtt meghalsz című könyvben. Bár a brit albumlistán a 6. helyig jutott, a nemzetközi eladási adatok kiábrándítóak voltak az együttes előző albumaihoz képest. A lemez sosem került fel európai vagy amerikai listákra. Az albumot turnéval reklámozták, szerte az Egyesült Királyságban, Írországban és a kontinentális Európában, részben Edwards nélkül.

## Az album dalai
|     | Cím                                                        | Szerző(k)        | Szöveg        | Hossz |
| --- | ---------------------------------------------------------- | ---------------- | ------------- | ----- |
| 1.  | Yes                                                        | Bradfield, Moore | Edwards, Wire | 4:59  |
| 2.  | Ifwhiteamericatoldthetruthforonedayit'sworldwouldfallapart | Bradfield, Moore | Edwards, Wire | 3:39  |
| 3.  | Of Walking Abortion                                        | Bradfield, Moore | Edwards, Wire | 4:01  |
| 4.  | She Is Suffering                                           | Bradfield, Moore | Edwards, Wire | 4:43  |
| 5.  | Archives of Pain                                           | Bradfield, Moore | Edwards, Wire | 5:29  |
| 6.  | Revol                                                      | Bradfield, Moore | Edwards, Wire | 3:05  |
| 7.  | 4st 7lb                                                    | Bradfield, Moore | Edwards, Wire | 5:05  |
| 8.  | Mausoleum                                                  | Bradfield, Moore | Edwards, Wire | 4:12  |
| 9.  | Faster                                                     | Bradfield, Moore | Edwards, Wire | 3:55  |
| 10. | This Is Yesterday                                          | Bradfield, Moore | Edwards, Wire | 3:58  |
| 11. | Die in the Summertime                                      | Bradfield, Moore | Edwards, Wire | 3:05  |
| 12. | The Intense Humming of Evil                                | Bradfield, Moore | Edwards, Wire | 6:12  |
| 13. | P.C.P                                                      | Bradfield, Moore | Edwards, Wire | 3:55  |

## Közreműködők
- James Dean Bradfield – ének, gitár
- Richey James – gitár, design
- Sean Moore – dob
- Nicky Wire – basszusgitár

## Fordítás
Ez a szócikk részben vagy egészben a The Holy Bible (album) című angol Wikipédia-szócikk ezen változatának fordításán alapul.  Az eredeti cikk szerkesztőit annak laptörténete sorolja fel. Ez a jelzés csupán a megfogalmazás eredetét és a szerzői jogokat jelzi, nem szolgál a cikkben szereplő információk forrásmegjelöléseként.